# Etogram
Etogram – naukowy opis struktury i kluczowych elementów typowych zachowań zwierząt, w szczególności instynktownych oraz charakterystycznych dla danego gatunku. Jego celem jest ułatwienie precyzyjnego i przejrzystego opisu poszczególnych reakcji behawioralnych. Etogramy często są kluczowymi narzędziami w badaniach nad zachowaniem zwierząt, umożliwiające naukowcom ich systematyczne dokumentowanie, klasyfikowanie oraz analizowanie. Standaryzacja terminologii pozwala na porównanie zachowań indywidualnych osobników w obrębie gatunku oraz na analizę międzygatunkową.

## Klasyfikacja
Etogram powinien obejmować wszystkie możliwe zachowania zwierząt, obejmując m.in.: zachowanie związane z odżywianiem i wydalaniem, behawior seksualny i opiekuńczy, agresję, naśladownictwo, zachowanie poznawcze i działania samozachowawcze.  
Etogram powinien być opracowany w sposób umożliwiający kompleksowy opis wszystkich zachowań danego gatunku, które mogą występować podczas obserwacji prowadzonych o różnych porach doby i roku, a także u osobników różnej płci i w różnym wieku. Klasyfikacja poszczególnych zachowań powinna być jednoznaczna, zapewniając przyporządkowanie każdego z nich wyłącznie do jednej kategorii.  
Przykładowo zachowanie poruszającego się po danym terenie i pasącego się zwierzęcia nie może być zakwalifikowane jednocześnie do dwóch kategorii, tj. poruszania się i pobierania pokarmu. W tym wypadku jeden rodzaj zachowania musi zostać uznany za bardziej istotny i w zależności od przyjętej definicji odpowiednio zakwalifikowany. W razie wątpliwości pozostaje stworzenie osobnej kategorii, uwzględniającej pojawianie się jednocześnie obu tych zachowań. 

## Przykład etogramu - etogram zachowania myszy
Etogram zachowania myszy można przykładowo przedstawić w następujący sposób: 
1. Zachowania aktywne 
  1. Ogólna aktywność 
    1. Zachowania eksploracyjne
    2. Interakcje afiliacyjne
    3. Interakcje agonistyczne
    4. Zachowania seksualne
    5. Zachowania macierzyńskie
    6. Zachowania anormalne
    7. Rozmaite zachowania

  2. Zachowania komfortowe 
    1. Picie
    2. Żerowanie
    3. Pielęgnacja
    4. Zachowania lęgowe
      1. Kopanie
      2. Odgarnianie
      3. Noszenie
      4. Wystrzępianie
      5. Sortowanie
      6. Wciąganie
      7. Puszenie
2. Zachowania bezczynne 
  1. Sen
  2. Bezruch i czujność
3. Zachowania nieznane